# Marguerite Delorme
Pour les articles homonymes, voir Delorme.
Marguerite Delorme, née le 10 septembre 1876 à Lunéville (Meurthe-et-Moselle) et morte le 26 juillet 1946 à Lille (Nord) est une artiste peintre orientaliste française.

## Biographie

### De Lunéville à Paris: formation et premiers succès

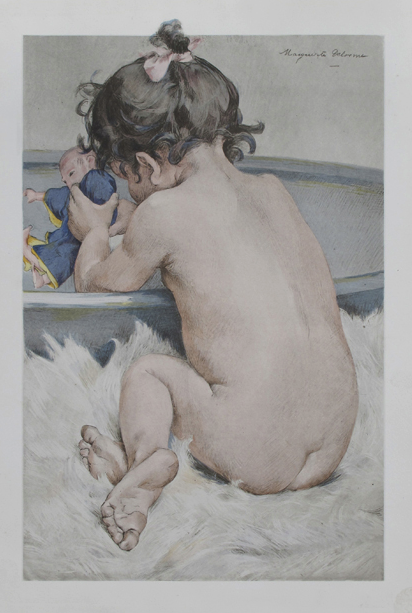
La Poupée, lithographie publiée en 1898 dans lEstampe Moderne.

Marguerite Anna Rose Delorme naît en 1876 à Lunéville de Léonie Antoni (1853-1944) et Edmond Delorme, médecin militaire et notable local, au 68 rue de Lorraine.
Elle montre très jeune des prédispositions pour le dessin. Ses premières études laissent voir une grande précision dans le trait, une justesse dans les proportions et les valeurs. Vers l’âge de 14 ans elle réalise à la plume des copies des œuvres de J-J Grandville, Scènes de la vie privée et publique des animaux. Son travail est d’une grande rigueur et d’une parfaite exactitude.
Dans les années 1890, l'accès des femmes à l'école des Beaux-Arts étant toujours interdit, elle est élève à l’Académie Vitti et suit les cours de Luc-Olivier Merson, Raphaël Collin et Paul Leroy. Elle est également élève de Henri Le Riche et René Ligeron.
La notoriété de son père, ses relations avec les grandes personnalités de la scène parisienne et son amitié avec le peintre Luc-Olivier Merson, ont certainement aidé à l’insertion de Marguerite Delorme dans le monde artistique[réf. souhaitée].
Dès 1895, elle envoie deux petits formats intitulés Un coin d’atelier et Studio au Salon de la Société des artistes français ; sa participation y sera ensuite régulière tout au long de sa carrière. Dès 1896, elle expose au salon de la Société Lorraine des Amis des Arts qui a lieu tous les ans à Nancy et y sera également fidèle jusqu’à la fin de sa vie. Les œuvres qu’elle présente dans ces deux manifestations sont souvent les mêmes.
En 1897, Marguerite Delorme devient Sociétaire des artistes français et obtient une mention honorable ( section peinture) au Salon pour son tableau Au Val de Grâce dans lequel elle représente son père enseignant à ses élèves sa technique de la décortication pulmonaire.
Marguerite Delorme expose aussi des dessins, technique qu’elle affectionne particulièrement. Dès 1899, elle s’intéresse à la thématique de l’enfant et publie une estampe en couleur, La Poupée, dans L'Estampe moderne. Cette poupée baignée par la petite fille se retrouve dans son tableau Avant le bain présenté au Salon en 1900.
En 1901, elle obtient au Salon une médaille de 3e classe pour son tableau Maternité, ainsi que le prix Eugène-Piot de l’Académie des Beaux-Arts qui récompense une peinture d'enfant nu âgé de 8 à 15 mois.

### De la Bretagne vers le Sud (1902-1921)
Très amie avec Madeleine Merson, fille de Luc-Olivier Merson, Marguerite Delorme passe, dès 1895, une grande partie de ses vacances d’été au Fransic, près de Carantec, dans la maison des Merson. Madeleine viendra également régulièrement chez les Delorme à Lunéville au château de Bonneval Friscati.
À partir de 1902, la thématique bretonne imprègne son œuvre. Des scènes d’intérieurs et des paysages sont présentés aux salons de Paris et de Nancy, et sont remarqués par la presse nancéienne : en 1902 par exemple, pour son tableau La Grande Sœur, L’Impartial publie « Encore une scène bretonne, par Mlle Delorme. Dans un intérieur sombre à souhait, une fillette en costume local bâille à se décrocher la mâchoire, tout en balançant d’une main distraite le berceau en bois dans lequel sommeille sa petite sœur. Il y a dans ce tableautin beaucoup de talent d’exécution ». En 1905, elle présente au Salon Avant la soupe (Finistère) qui montre dans un intérieur breton une jeune femme découpant une énorme miche de pain sur la table où se trouve accoudée une petite fille. 
Marguerite Delorme remporte une bourse de voyage grâce à laquelle elle va pouvoir, pendant un an environ, sillonner différentes villes et régions de l'Italie, séjournant dans les villas accueillant les artistes étrangers (Villa Médicis, Villa Strohl, etc.). Elle en rapporte de nombreuses études et sujets, notamment L’escalier du Bosco à la Villa Médicis et le Traghetto San Gregorio de Venise, présentés au Salon en 1906, ou La marraine, Scanno Abruzzes exposé en 1907.
Jusque dans les années 1912-13, Marguerite Delorme reste attachée aux sujets bretons. Les sabotiers de Saint Pol de Léon, Le retour du marché ou Le lavoir de Saint-Pol de Léon sont des œuvres phares de cette période. Ce dernier, présenté en 1909 au Salon, remporte le prix Gallimard-Jaubert, remis par la fondation Taylor. Il est acheté par Edmond de Rothschild et offert au musée de Lunéville la même année.

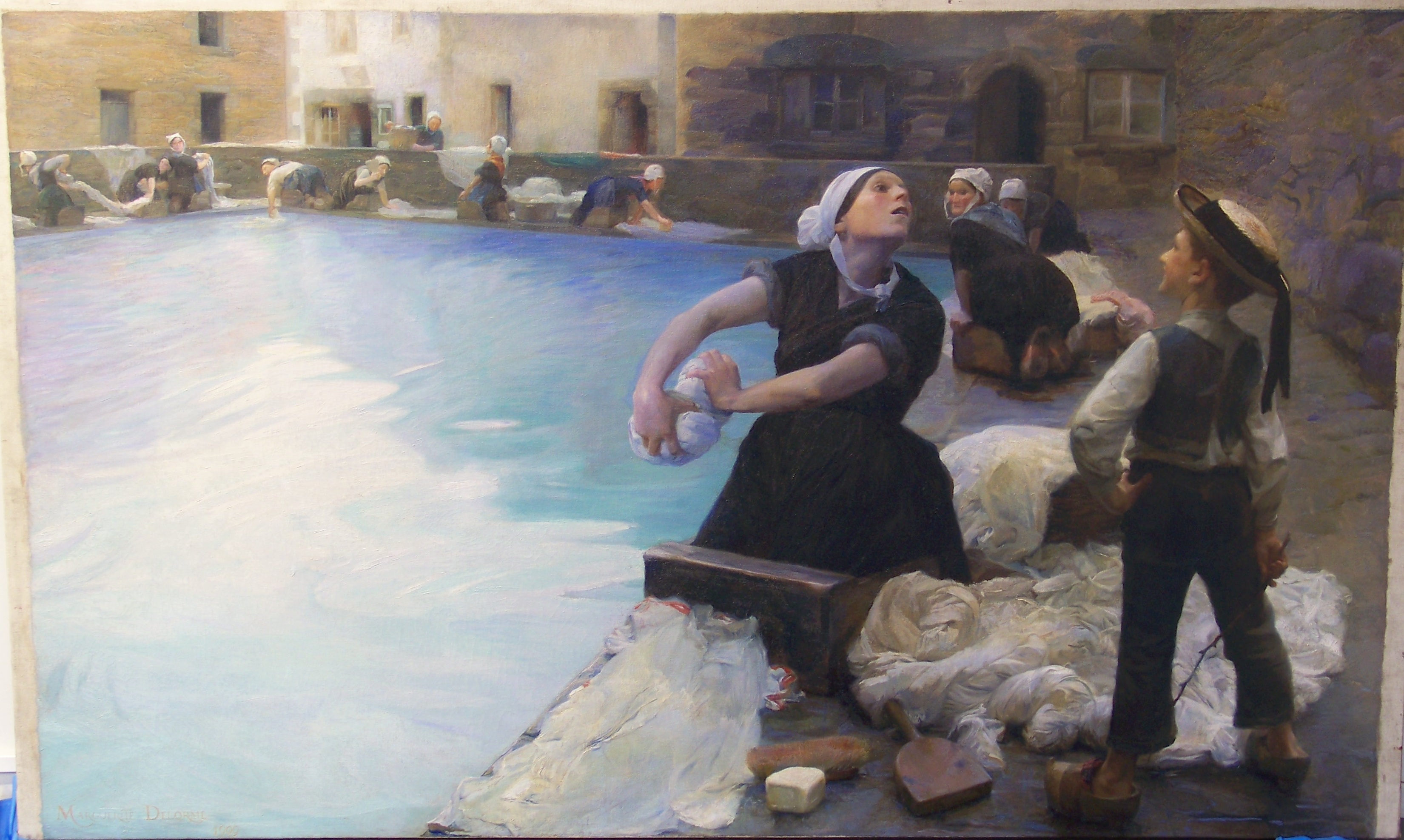
Le lavoir de Saint-Pol-de-Léon, huile sur toile, Musée du Château de Lunéville.

En 1912, elle expose L’oiseau bleu à Paris et à Nancy. Cette œuvre marque un changement dans sa peinture, avec l'entrée de l'orientalisme. Une femme nue, allongée sur le côté, appuyée sur des coussins, tient sur sa main gauche un oiseau bleu attaché à une chaînette. Sur le fond apparaissent des tissus, tentures et coussins aux motifs orientalisants. La position du modèle rappelle les odalisques du XIXe siècle comme celles d’Ingres ou de Delacroix. Elle réutilisera ce sujet de l’odalisque en 1914 dans son tableau Endormie présenté au Salon, dans une connotation plus sensuelle.
Pendant la Première Guerre mondiale, Marguerite Delorme se trouve dans le Sud de la France et réalise de nombreux paysages méditerranéens mais aussi des portraits de militaires, français ou étrangers, tirailleurs sénégalais, qui se trouvaient dans les camps d’hivernage.
1919 est l’année de sa première exposition personnelle, à la galerie Devambez à Paris. En 1921, elle remporte le prix de la Compagnie générale transatlantique au salon de la Société coloniale des artistes français, qui va lui permettre de partir au Maroc.

### Le Maroc (1921-1946)[3]

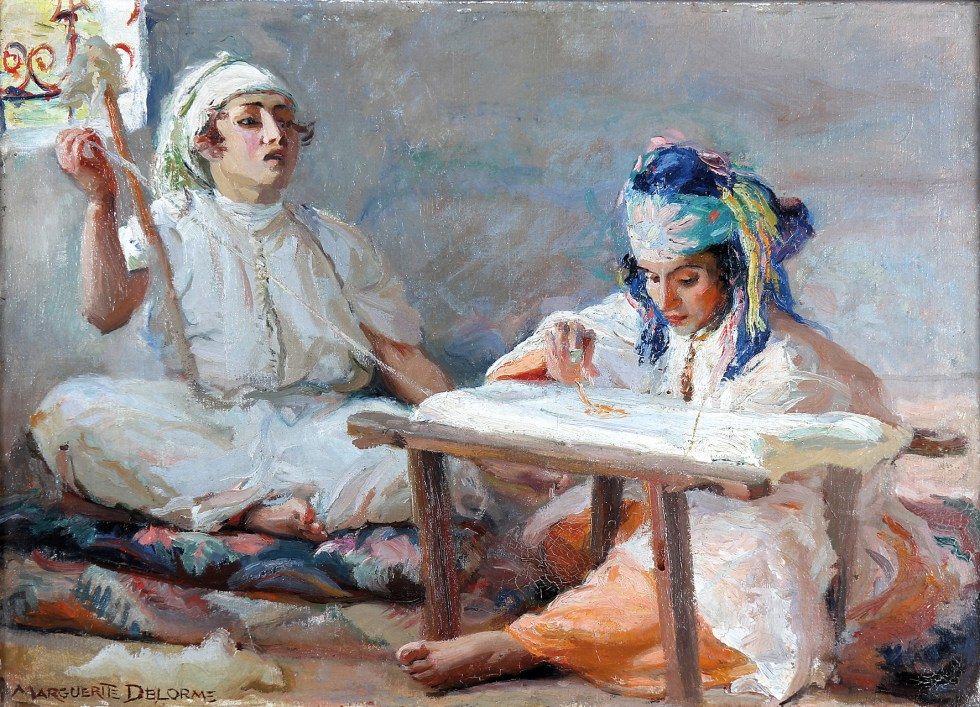
Fileuse et brodeuse, huile sur toile, collection particulière.

Marguerite Delorme embarque le 4 septembre 1921, à Bordeaux, sur le Volubilis de la Compagnie générale transatlantique. Dans une lettre adressée à sa famille à Lunéville et écrite sur le bateau, elle s’enthousiasme : « Il paraît que je vais voir au Maroc des choses épatantes. Et Me St Louis 
peu clair
a devant ses fenêtres une fontaine où toutes sortes d’indigènes viennent se ravitailler ».
Elle séjourne d'abord à Fès et s’attache à représenter les populations et coutumes locales. Dans ses lettres, elle rapporte qu’elle fait poser sa petite fatma et participe aux fêtes locales comme celle du mouton dans la famille de Si Slaoui : « Nous avons selon la Caïda dégusté les trois tasses de thé rituelles. Et après attaqué les quatre plats différemment préparés du mouton. Et couscous au poulet. Et café. C’était un parent âgé de Si Slaoui qui faisait les honneurs et me découvrait les bons morceaux de "dsaja" ». 
Elle dessine beaucoup, surtout les femmes marocaines. Elle semble fascinée par ces femmes qui se montrent très peu. Certaines acceptent de poser, mais elle travaille aussi à partir de ses croquis, dessins, photographies (sa "documentation"), ou de mémoire. Elle travaille en effet également pendant ses séjours à Paris, où elle revient chaque été dans l'appartement familial. Elle réalise des portraits et des scènes d'activités quotidiennes. Sa touche est libre et vigoureuse, sa palette est lumineuse. Elle utilise souvent le pastel. Le Maroc, avec ses couleurs, ses tissus, ses ambiances, va transformer sa peinture et sa manière de dessiner. Plus libre, plus vivante, colorée et parfois empâtée, la touche transpire l'émotion de l'artiste. Elle fait réaliser par un artisan (sans doute Si Slaoui) de magnifiques cadres ornés de motifs marocains colorés.
En 1922, elle participe à l'Exposition coloniale de Marseille, puis en 1924 à celle de Strasbourg où elle est classée hors concours. En 1924, elle expose à la galerie Devambez une soixantaine d’œuvres illustrant son voyage au Maroc. Arsène Alexandre y écrit au catalogue : « très appréciée pour ses fins portraits parisiens, pour ses dessins pleins de légèreté et d’esprit d’après les ouvrières de nos ateliers, pour la grâce avec laquelle (elle) interprétait la jeune fille moderne, elle a tout d’abord été attirée vers le soleil et la couleur qui pouvaient enrichir sa palette, puis elle s’est laissé heureusement surprendre par une trouvaille à la fois moins préméditée et plus conforme à sa nature. Elle a obtenu, et nous offre, ce à quoi aucun des plus remarquables artistes qui étaient allés au Maroc ne pouvait prétendre, l’étude et la pénétration de la femme, si jalousement et si religieusement cachée là-bas. Elle a pu entrer peu à peu dans ces demeures raffinées, et (…) elle a noté leurs attitudes, où se reflète leur jolie âme nonchalante et grave ; elle s’est rappelée l’accord entre leurs clairs intérieurs, leurs souples mouvements et leurs visages aux si grands yeux veloutés. Je dis : se rappeler. Ne croyez pas en effet qu’elle ait trouvé des modèles si dociles et assez audacieux pour enfreindre la loi et le Prophète. Il lui a fallu de beaux et patients exercices de mémoire, et ainsi a-t-elle donné en même temps qu’une moisson de tout point réussie, un exemple excellent de méthode dont plus d’un artiste du sexe ”fort” pourrait faire son profit. Mais ce qui nous occupe aujourd’hui et nous plaît, c’est la moisson elle-même (…) la vie même, vraie encore plus que réelle, de ces intimités, de ces frais décors, de ces existences actuelles et séculaires, actuelles parce qu’elles respirent, séculaires parce qu’elles sont indemnes de ce qui, parfois, nous rend laids. »
C'est également en 1924 qu’elle organise sa première exposition marocaine, « Deux ans au Maroc », à La Mamounia, à Marrakech. En 1925, elle remporte la médaille d’or à l’exposition de peinture de la Foire de Marrakech. Elle continue à exposer en France, notamment au salons de la Société des Artistes Français, de la Société coloniale des artistes français, de la Société des peintres orientalistes français et de la Société lorraine des amis des arts. Elle prend également part aux expositions coloniales, notamment celle de Paris-Vincennes en 1931. Pour son centenaire, la Société lorraine des amis des arts l’expose en 1933, avec deux études pour le tableau du Lavoir de Saint-Pol de Léon. Son attachement à la Lorraine s’exprime aussi par sa collaboration avec les frères Mougin, céramistes qui éditeront quelques modèles de ses statuettes en grès représentant la femme marocaine. En 1935, elle participe au premier salon de la France d'Outre-mer au Grand Palais à Paris, et avec Geneviève Barrier Demnati et Odette Bruneau, est l'une des trois femmes à participer au salon des peintres d’Afrique du Nord à Casablanca. Avec le lorrain Jacques Majorelle, entre autres, elle fait partie de la Société des peintres et sculpteurs français professionnels du Maroc, qui, jusqu'en 1941, ne comptait qu'une seule femme. Dans les grandes villes marocaines comme dans les galeries parisiennes, elle se vend bien : « Maints de mes tableaux sont dans les collections particulières à Paris, à New York (Vanamaker), Rome, Londres. La ville de Paris possède aussi, ainsi que l’État, plusieurs de mes œuvres et, ne voulant pas nommer mes amateurs […] je vous dirais seulement que beaucoup de mes tableaux ornent les murs de certains collectionneurs à Casa, Rabat, Marrakech, Settat, Fez et Mogador ».
Marguerite Delorme rentre en France en juillet 1946. Son état de santé est alors inquiétant, sa sœur Marcelle l’accueille chez elle à Lille. C’est là qu’elle décède, célibataire, à 69 ans, le 26 juillet. Elle est inhumée dans le caveau familial au cimetière de Lunéville.

### Postérité
Marguerite Delorme est aujourd'hui une artiste méconnue. Ses œuvres sont conservées essentiellement dans des collections particulières. Elle est cependant progressivement redécouverte depuis les années 2000 grâce aux travaux d'Astrid Mallick. 

## Expositions rétrospectives

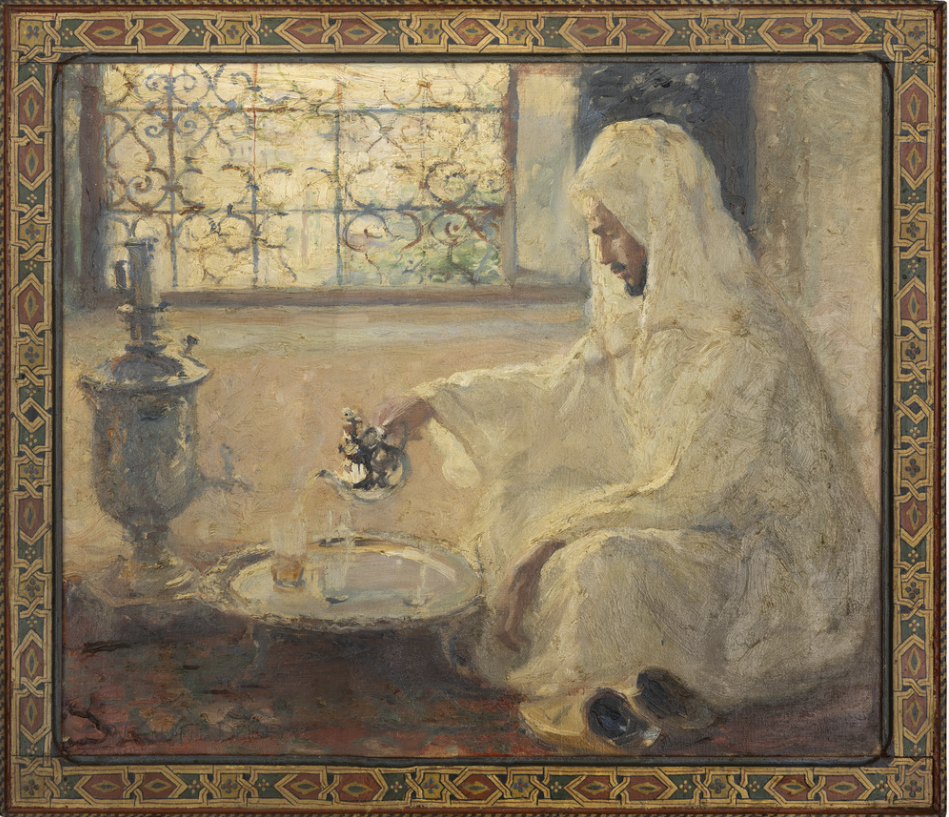
Avant la Diffa, huile sur toile, 1934. coll. Fonds d'art contemporain.

- Le musée du château de Lunéville en 2013 organise l'exposition Marguerite Delorme, vers les lumières du Sud, où plus de 130 œuvres de l'artiste sont rassemblées et présentées au public pour la première fois.
- En 2018, le musée des Beaux-Arts de Nancy organise l'exposition Lorrains sans frontières. Les couleurs de l’Orient qui présente des œuvres de l'artiste[3].
- Le musée de l’Abbaye à Saint-Claude organise en 2025 l’exposition L'Orient des artistes voyageuses 1894-1944, incluant Avant la Diffa, œuvre acquise par la Ville de Paris en 1934 et conservée par le Fonds d’art contemporain[12].